# Mareb (rivière)
La rivière Mareb (ou rivière Gash) est une rivière qui constitue partiellement la frontière entre l'Éthiopie et l'Érythrée. 

## Géographie
Trouvant sa source vers le centre de l'Érythrée sur l'Amba Takara, elle s'écoule sur environ 440 km vers le sud en Éthiopie puis vers l'ouest en direction du Soudan pour y atteindre les plaines près de Kassala. Elle est asséchée la majeure partie de l'année.
La rivière Mareb constituait historiquement une limite entre deux régions : au nord, le Mareb Mellash (« au-delà du Mareb »), région du Bahr negash (« Royaume de la mer » en tigrinya), au sud, le Tigray.

## Brixontes
Les Wonders of the East (en) est un texte en prose en vieil anglais, probablement écrit vers l'an 1000 (traduction du texte latin De rebus in Oriente mirabilibus), décrivant des peuples et créatures légendaires. Il évoque un fleuve situé près du Nil, appelé « Brixontes ». Il y vivrait des animaux sauvages nommé « Lertices », qui ont des oreilles d'âne, de la laine de mouton et des pattes d'oiseau. À l'est du fleuve vivraient les Hostes, cannibales de taille haute et de peau noire. Au sud du fleuve se trouve une île qui serait peuplée d'acéphales.
Ce fleuve réapparaît sous le nom de « Brixontis » dans le Liber monstrorum, catalogue de peuples et créatures légendaires anonyme du VIIIe siècle (qui reprend des informations issues de De rebus in Oriente mirabilibus). L'auteur évoque ainsi l'île des acéphales, en rajoutant que les Grecs les appellent « Epifugi ».

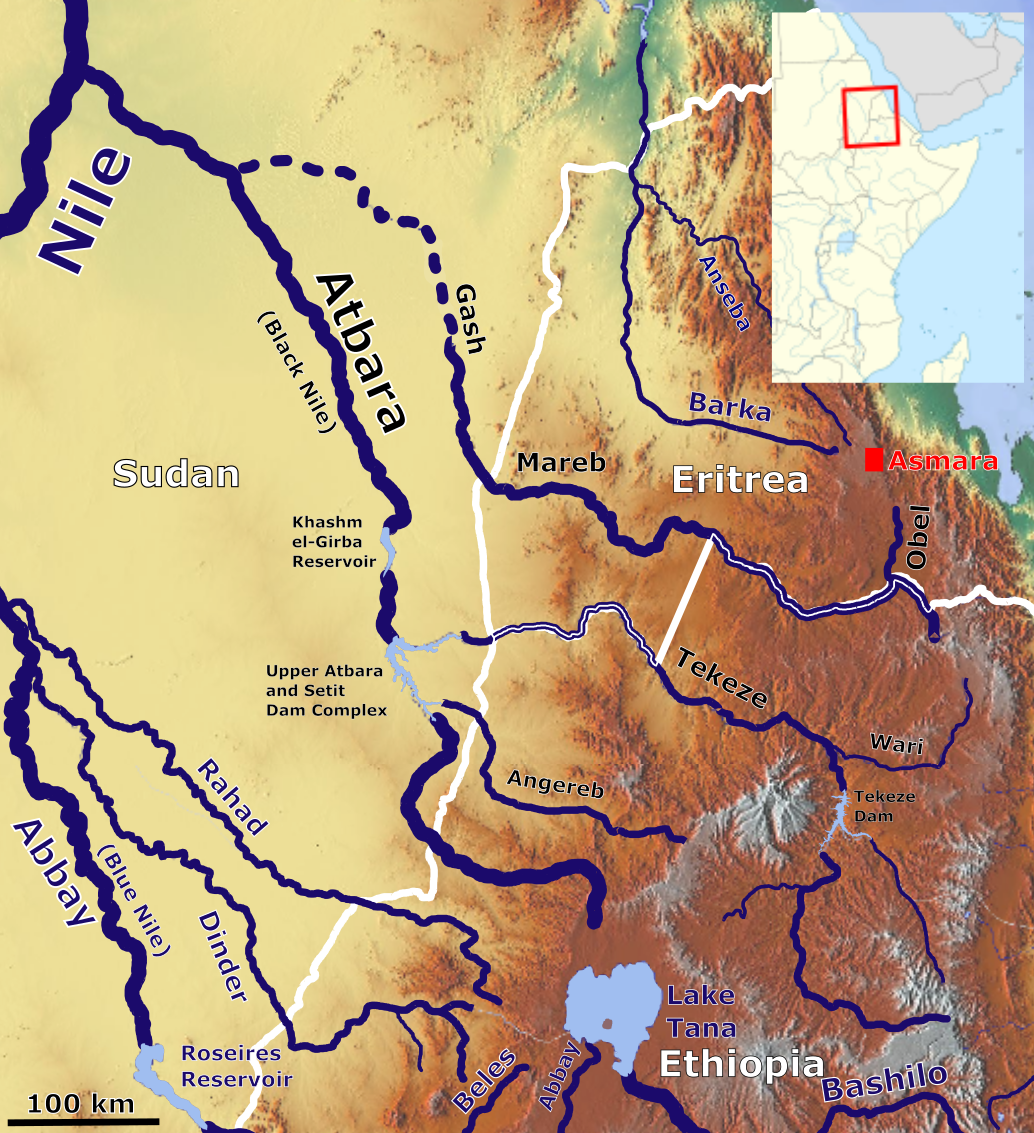
Bassin de l'Atbara

Jules Berger de Xivrey, dans ses Traditions tératologiques (1836), reprend les explications du baron Walckenaer quant à la possible localisation de ce fleuve. Selon lui, la branche du Nil en question correspond au Tagazzé, sous-affluent du Nil. Il forme une presqu'île avec le Mareb, qui serait donc le Brixontes (ou Brixons). De Xivrey estime que cette région forestière, située près des ports fréquentés de la mer Rouge, devait être connue autrefois, mais que les Européens n'osaient pas franchir. Cette zone inconnue convenait donc parfaitement pour y localiser toutes sortes de créatures monstrueuses.